# 1908年のメジャーリーグベースボール
以下は、メジャーリーグベースボール（MLB）における1908年のできごとを記す。
1908年4月14日に開幕し10月14日に全日程を終え、ナショナルリーグはシカゴ・カブスが3年連続9度目のリーグ優勝をし、アメリカンリーグはデトロイト・タイガースが2年連続2度目のリーグ優勝であった。
ワールドシリーズは前年覇者のシカゴ・カブスがデトロイト・タイガースを4勝1敗で破り、シリーズを2連覇した。
1907年のメジャーリーグベースボール - 1908年のメジャーリーグベースボール - 1909年のメジャーリーグベースボール

## できごと
アメリカンリーグは、デトロイト・タイガースがクリーブランド・ナップスとシカゴ・ホワイトソックスとの三つ巴の争いから最後はナップスとのデッドヒートの末最終戦で優勝を決め、アメリカンリーグ連覇となった。タイ・カッブとサム・クロフォードの3・4番コンビは強力で、タイ・カッブは打率.324で打点108、最多安打188で、前年最多得点だったサム・クロフォードはこの年本塁打7本で最多本塁打数であり、チーム打率はリーグ1位の.264であった。
シカゴ・カブスは、ニューヨーク・ジャイアンツにシーズン末に並び、再試合となった最終戦でニューヨーク・ジャイアンツを破ってのリーグ3連覇であった。ジャイアンツは思わぬところでミスが出た。
ワールドシリーズは4勝1敗で再びシカゴ・カブスがデトロイト・タイガースを破り、シリーズ2連覇となった。モーデカイ・ブラウンとオービィ・オーバーオールが各2勝し、後半2試合を2人が完封してターガース打線をまた抑え込んだ。しかしカブスはその後リーグ優勝はあるが、再びワールドシリーズを制覇したのは、この年から108年後の2016年である。
- クリスティ・マシューソン
  - ニューヨーク・ジャイアンツのクリスティ・マシューソン投手は、この年に最多勝37勝、最多奪三振259、最優秀防御率1.43を記録して、1905年以来の投手三冠となった。マシューソンにとっては4回目の30勝ラインでこの37勝は1901年以降ではナショナルリーグのシーズン最高勝利数である。ただしアメリカンリーグでは1904年のジャック・チェスブロの41勝とこの年のエド・ウォルシュ の40勝がある。
- エド・ウォルシュ
  - シカゴ・ホワイトソックスのエド・ウォルシュ投手は、この年に最多勝40勝と最多奪三振269で、惜しくも防御率が1.42でエイドリアン・ジョスの1.16に及ばなかった。この40勝は1901年以降では史上2位で40勝ラインに達したのはジャック・チェスブロとエド・ウォルシュだけである。しかも通算防御率1.82は1901年以降では最高の記録である。1905年とこの1908年にダブルヘッダーで連投して2勝したこともあった。（1946年殿堂入り）

### マークル事件
この年9月23日、ペナントレース最終盤で首位のジャイアンツは本拠地ポロ・グラウンズでシカゴ・カブスを迎えた。この時点で残り4試合でジャイアンツが2位カブスに勝てば残り3試合はBクラスに低迷するボストン・ダブズ(後のブレーブス)で、ほぼジャイアンツが優勝を確実にできる大事な試合で、メジャーリーグ史上に残る事件が起こった。1対1で9回裏にジャイアンツは二死一・三塁のチャンスを迎え、一塁走者はフレッド・マークルで、この時にアル・ブリドウェルがセンター前にヒットを打ち、歓喜の中で三塁走者のムース・マコーミックがホームインして2対1でジャイアンツがサヨナラ勝ちした。しかし、一塁走者のフレッド・マークルは二塁に進塁するはずが二塁を踏むのを忘れたまま戻り、それを目ざとく見つけたシカゴ・カブスのジョニー・エバース二塁手が球を持って二塁を踏み、審判はフォースアウトを宣告して、三塁走者のホームインは取り消された。この時に歓喜したファンがグラウンドに流れ込んでいたため、収拾がつかず、審判員たちは日没引き分けとしたが、ナショナル・リーグはこの9月23日の試合を無効として改めて10月8日の最終日に再試合を行うこととなった。
そして予定していた試合が終わって、ジャイアンツとカブスは98勝55敗で共に並び、この再試合の最終戦が優勝決定戦になった。ポロ・グラウンズにそれまでで最も多い約3万人の観衆を集めたこの最終戦にジャイアンツは敗れ、シカゴ・カブスの優勝が決まりナショナル・リーグ3連覇となった。この試合は後に「マークルの超ボーンヘッド」として球史で語られることになったが、ジョン・マグロー監督はまだ若かったマークルを擁護し、マークルを使い続けた。後にマグローは「あの年に他に勝てた試合は1ダースもあった。そのうち1勝していれば優勝できた。それを棚上げしてマークルを責めるのは見当違いだ」と述べている。そしてマークルは1910年以降、ジャイアンツのレギュラー一塁手として活躍するようになった。

### 野球に連れてって
この年のある日、ニューヨークの地下鉄の駅で、たまたまニューヨーク・ジャイアンツの試合の広告を見た男が、急に詩が浮かび、作詩して、それを友人(アルバート・フォン・ティルツァー)に作曲を頼み、やがて彼の奥さんが歌ってたちまち全米のヒットソングとなった。面白いのはこの歌詞を作り歌ったボードビリアンのジャック・ノーフォースと夫人(ノーラ・ベイス)はそれまで一度も野球を見たことがなかったそうである。やがてこの曲は映画でも歌われ、100年以上の時を経て現在でもどのメジャーリーグの試合でも7回の「セブン・イニング・ストレッチ」には球場全体で歌われる曲として日本でも有名な歌になった。
・・・野球に連れてって　人混みの中　ピーナッツとクラッカージャックを買ってよ　帰れなくても構わない　ホームチームの応援だ　負けたら恥さ　それ　ワン・ツー・スリー　ストライク　参っただろう　オールド・ボール・ゲーム・・・

### 規則の改訂
- 投手や捕手及び野手が新しいボールに故意に傷をつけたり、汚したりして、打者を不利な状態にする行為が厳重に禁止された。ただしこの行為は通常言われる（スピットボール）ではなく、これとは別に投手が指やボールにツバやクリームなどをつけたりして投げることがスピットボールで、こちらの行為は1920年に禁止されるまで不正行為とは見なされていない。
- 犠牲フライのルールが導入される。打者の打ったフライで走者が得点した場合、その打席は打数から外されるようになった。
- ワールドシリーズを4名の審判員で運用するようになった。当時は2名ずつの時間交代制であった。

### 記録
- 10月2日、クリーブランド・ナップスのエイドリアン・ジョス投手が対シカゴ・ホワイトソックス戦で史上4人目の完全試合を達成した。この年最優秀防御率1.16だったエイドリアン・ジョスは1910年にもシカゴ・ホワイトソックスを相手にノーヒットノーランを記録している。しかし翌1911年に31歳で死去した。通算159勝・通算防御率1.89。この通算防御率が1点台なのはこの年最多勝（40勝）のエド・ウォルシュとジョスの2人しかいない。（1978年殿堂入り）
- デトロイト・タイガースのサム・クロフォードはこの年に最多本塁打7本を記録したが、1901年にシンシナティ・レッズ時代に最多本塁打16本を記録しており、ナショナルリーグとアメリカンリーグの両方で本塁打王となった。（1957年殿堂入り）

### その他
- 1908年のメジャーリーグ観客動員数　　　　712万3,474人(アメリカンリーグ・ナショナルリーグ合計）　　　　出典：アメリカ・プロ野球史　80P　鈴木武樹　著　　三一書房
- 前年5度目の首位打者となったピッツバーグ・パイレーツのホーナス・ワグナーは、春のキャンプからシーズンに入って最初の4日間を犠牲にしての年俸のアップを求めた闘争を行い、球団から1万ドルの回答を得て試合に戻り、史上初の1万ドル選手が誕生した。この当時ニューヨーク・ジャイアンツのクリスティ・マシューソン投手は年俸6000ドルであり、シカゴ・ホワイトソックスのエド・ウォルシュ投手は年俸5000ドルであった。

## 最終成績

### レギュラーシーズン
| 順 | チーム                           | 勝利 | 敗戦 | 勝率 | G差  |
| -- | -------------------------------- | ---- | ---- | ---- | ---- |
| 1  | デトロイト・タイガース           | 90   | 63   | .588 | --   |
| 2  | クリーブランド・ナップス         | 90   | 64   | .584 | 0.5  |
| 3  | シカゴ・ホワイトソックス         | 88   | 64   | .579 | 1.5  |
| 4  | セントルイス・ブラウンズ         | 83   | 69   | .546 | 6.5  |
| 5  | ボストン・レッドソックス         | 75   | 79   | .487 | 15.5 |
| 6  | フィラデルフィア・アスレチックス | 68   | 85   | .444 | 22.0 |
| 7  | ワシントン・セネタース           | 67   | 85   | .441 | 22.5 |
| 8  | ニューヨーク・ハイランダース     | 51   | 103  | .331 | 39.5 |

| 順 | チーム                       | 勝利 | 敗戦 | 勝率 | G差  |
| -- | ---------------------------- | ---- | ---- | ---- | ---- |
| 1  | シカゴ・カブス               | 99   | 55   | .643 | --   |
| 2  | ニューヨーク・ジャイアンツ   | 98   | 56   | .636 | 1.0  |
| 3  | ピッツバーグ・パイレーツ     | 98   | 56   | .636 | 1.0  |
| 4  | フィラデルフィア・フィリーズ | 83   | 71   | .539 | 16.0 |
| 5  | シンシナティ・レッズ         | 73   | 81   | .474 | 26.0 |
| 6  | ボストン・ダブズ             | 63   | 91   | .409 | 36.0 |
| 7  | ブルックリン・スーパーバス   | 53   | 101  | .344 | 46.0 |
| 8  | セントルイス・カージナルス   | 49   | 105  | .318 | 50.0 |

### ワールドシリーズ
- カブス 4 - 1 タイガース

| 10/10 – | カブス     | 10 | - | 6 |  | タイガース |
| 10/11 – | タイガース | 1  | - | 6 |  | カブス     |
| 10/12 – | タイガース | 8  | - | 3 |  | カブス     |
| 10/13 – | カブス     | 3  | - | 0 |  | タイガース |
| 10/14 – | カブス     | 2  | - | 0 |  | タイガース |

## 個人タイトル

### アメリカンリーグ
| 項目   | 選手                           | 記録 |
| ------ | ------------------------------ | ---- |
| 打率   | タイ・カッブ (DET)             | .324 |
| 本塁打 | サム・クロフォード (DET)       | 7    |
| 打点   | タイ・カッブ (DET)             | 108  |
| 得点   | マーティ・マッキンタイル (DET) | 105  |
| 安打   | タイ・カッブ (DET)             | 188  |
| 盗塁   | パッシー・ドーガーティ (CWS)   | 47   |

| 項目   | 選手                   | 記録 |
| ------ | ---------------------- | ---- |
| 勝利   | エド・ウォルシュ (CWS) | 40   |
| 敗戦   | ジョー・レイク (NYY)   | 22   |
| 防御率 | アディ・ジョス (CLE)   | 1.16 |
| 奪三振 | エド・ウォルシュ (CWS) | 269  |
| 投球回 | エド・ウォルシュ (CWS) | 464  |
| セーブ | エド・ウォルシュ (CWS) | 6    |

### ナショナルリーグ
| 項目   | 選手                     | 記録 |
| ------ | ------------------------ | ---- |
| 打率   | ホーナス・ワグナー (PIT) | .354 |
| 本塁打 | ティム・ジョーダン (BRO) | 12   |
| 打点   | ホーナス・ワグナー (PIT) | 109  |
| 得点   | フレッド・テニー (NYG)   | 101  |
| 安打   | ホーナス・ワグナー (PIT) | 201  |
| 盗塁   | ホーナス・ワグナー (PIT) | 53   |

| 項目   | 選手                           | 記録 |
| ------ | ------------------------------ | ---- |
| 勝利   | クリスティ・マシューソン (NYG) | 37   |
| 敗戦   | バグス・レイモンド (STL)       | 25   |
| 防御率 | クリスティ・マシューソン (NYG) | 1.43 |
| 奪三振 | クリスティ・マシューソン (NYG) | 259  |
| 投球回 | クリスティ・マシューソン (NYG) | 390⅔ |
| セーブ | モーデカイ・ブラウン (CHC)     | 5    |
| セーブ | クリスティ・マシューソン (NYG) | 5    |
| セーブ | ジョー・マクギニティ (NYG)     | 5    |